# Dinghy International 12'
Le Dinghy International 12' a été la premiere classe de voilier monotype olympique. Dériveur léger gréé en catboat, muni d'une voile au tiers à bôme (gréement de crevettier), très proche d'un gréement houari, il est encore pratiqué comme bateau de compétition et attire les amateurs de gréements traditionnels.

## Historique
Quand en 1913 Georges Cockshott, amateur de dériveur, participe au concours de la Boat Racing Association pour la conception d'un dinghy (dériveur) de 12 pieds, il ne se doutait sûrement pas que des régates auraient lieu sur son bateau au XXIe siècle.
Il faut dire que Cockshott a réussi un coup de maître, son petit bateau est suffisamment rapide, solide et pratique pour être utilisé comme annexe, petit canot à rame ou à moteur et comme voilier de régate.
Pour l'époque le succès est énorme, notamment en Hollande.

Aujourd'hui cette série est toujours très active en Hollande et en Italie.

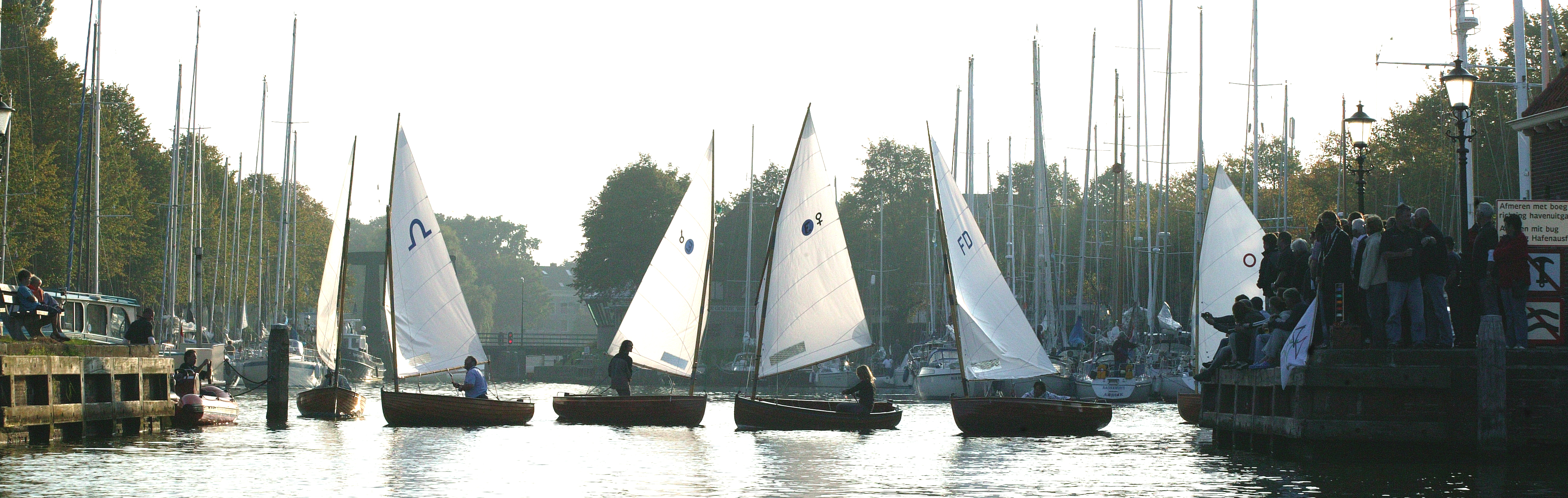
12 pieds en régate aux Vintage Yachting Games 2008

## Le 12 pieds aux Jeux olympiques
En raison de son succès, il fut choisi comme série olympique en Voile aux Jeux olympiques de 1920 en Belgique pour les régates à deux équipiers et en Voile aux Jeux olympiques de 1928 aux Pays-Bas comme dériveur en solitaire. Comme solitaire, il fut précédé par le Monotype national en 1924 et suivi par le Snowbird en 1932, le monotype olympique Olympia Jolle en 1936, le Firefly en 1948 et le Finn en 1952 (toujours série olympique en 2012).
Les premiers championnats du monde de 12 pieds eurent lieu à Bruxelles en 1924.